# Buddy Holly (chanson)
Pour les articles homonymes, voir Buddy Holly (homonymie).
Singles de Weezer
Undone – The Sweater Song
(1994) Say It Ain't So
(1995)
Clip vidéo
[vidéo] « Buddy Holly », sur YouTube
Buddy Holly est une chanson du groupe de rock américain Weezer extraite de leur premier album Weezer (surnommé The Blue Album), sorti le 10 mai 1994 sur le label DGC Records.
Sortie en single (sur le label DGC Records) en août 1994, la chanson a atteint la 18e place du Hot 100 du magazine musical américain Billboard, passant en tout 21 semaines dans le chart. (C'était le deuxième single tiré de cet album, après Undone – The Sweater Song.)
En 2004, Rolling Stone a classé cette chanson, dans la version originale de Weezer, 497e sur sa liste des « 500 plus grandes chansons de tous les temps ». (En 2010, le magazine rock américain a mis à jour sa liste, la chanson passe alors à la 499e place.)

## Clip vidéo et windows 95
Le clip vidéo de « Buddy Holly » a été inclus dans le CD-ROM d'installation de Windows 95, ce qui a fait monter en flèche sa popularité et a valu à Weezer une place dans l'histoire des MTV Video Music Awards.
David Geffen n'a pas informé Weezer qu'il avait négocié avec Microsoft pour inclure la vidéo ; les membres du groupe, dont aucun ne possédait d'ordinateur, ignoraient les implications de cette décision.
Patrick Wilson a déclaré : « J'étais furieux parce qu'à l'époque, je me demandais comment ils pouvaient faire sans notre permission. Finalement, c'est l'une des meilleures choses qui pouvaient nous arriver. Pouvez-vous imaginer que cela se produise aujourd'hui ? C'est comme s'il n'y avait qu'une vidéo sur YouTube, et que c'était la vôtre. »,

## Composition
La chanson a été écrite par Rivers Cuomo. L'enregistrement de Weezer a été produit par Ric Ocasek.